# Liga Profesional de Túnez 2021-22
La Liga Profesional de Túnez 2021-22 fue la 96.ª edición de la Championnat de Ligue Profesionelle 1, la máxima categoría de fútbol de Túnez. La temporada comenzó el 16 de octubre de 2021 y terminó el 26 de junio de 2022. El Espérance de Tunis fue el campeón defensor. En un principio la fecha de inicio estaba fijada para el 22 de agosto de 2021, sin embargo, debido a la pandemia de covid-19 y otros problemas organizativos se pospuso hasta octubre de 2021.
El 11 de septiembre de 2021 se anunció el regreso del CS Chebba tras una temporada suspendido. Con esto la liga se expandió a 16 equipos.

## Formato
Con un total de 16 equipos el torneo se disputó en sistema de dos etapas, primero los equipos se dividieron en dos grupos de ocho equipos cada uno, los tres primeros de cada grupo avanzaron a los play-offs que definieron al campeón y subcampeón que clasificaron a la Liga de Campeones de la CAF 2022-23, por otro lado los últimos de cada grupo descendieron a la Championnat de Ligue Profesionelle 2 2022-23 de forma directa, los equipos que terminaron en 6.° y 7.° de cada grupo avanzaron al grupo por la permanencia, donde los equipos que terminaron últimos definieron el tercer y cuarto descenso.
En la segunda fase, los puntos y goles de la primera etapa no se consideraron para la clasificación. Para el Grupo Campeonato, a los equipos que terminaron primeros en sus grupos de primera fase se les sumó tres puntos de bonificación, a los segundos dos puntos y a los terceros un punto; en tanto que para el Grupo Descenso los sextos de cada grupo recibieron un punto de bonificación. En ambos grupos se jugaron todos contra todos en ida y vuelta, de esta forma se disputaron 10 y 6 fechas respectivamente.

## Equipos participantes
| Pos.   | Equipo             | Ciudad        | Estadio                         | Capacidad |
| ------ | ------------------ | ------------- | ------------------------------- | --------- |
| 1      | Espérance de Tunis | Radès         | Olímpico de Radès               | 60 000    |
| 2      | Etoile du Sahel    | Sousse        | Olímpico de Sousse              | 28 000    |
| 3      | US Ben Guerdane    | Ben Gardane   | 7 de Marzo                      | 10 000    |
| 4      | AS Soliman         | Soliman       | Stade Municipal de Soliman      | 3000      |
| 5      | CS Sfaxien         | Sfax          | Stade Taïeb Mhiri               | 14 000    |
| 6      | AS Rejiche         | Rejiche       | Stade de Rejiche                | 1000      |
| 7      | US Tataouine       | Tataouine     | Stade Nejib Khattab             | 5000      |
| 8      | Club Africain      | Radès         | Olímpico de Radès               | 60 000    |
| 9      | ES Métlaoui        | Métlaoui      | Stade Municipal de Métlaoui     | 5000      |
| 10     | US Monastir        | Monastir      | Stade Mustapha Ben Jannet       | 20 000    |
| 11     | CA Bizertin        | Bizerte       | 15 de Octubre                   | 24 000    |
| 12     | Olympique de Béjà  | Béja          | Olímpico de Béja                | 10 000    |
| 1 (SD) | CS Hammam-Lif      | Hammam Lif    | Stade Bou Kornine               | 15 000    |
| 2 (SD) | ES Hammam-Sousse   | Hammam Sousse | Stade Municipal Bou Ali-Lahouar | 6500      |
| 3 (SD) | ES Zarzis          | Zarzis        | Stade Jlidi                     | 7000      |
| −      | CS Chebba          | Chebba        | Stade de Chebba                 | 3000      |

### Ascensos y descensos
| Pos. | Descendidos de la Ligue Profesionelle 2020-21 |
| ---- | --------------------------------------------- |
| 13   | Stade Tunisien                                |
| 14   | JS Kairouan                                   |

| Pos. | Ascendidos de la Ligue Profesionelle 2 2019-20 |
| ---- | ---------------------------------------------- |
| 1    | CS Hammam-Lif                                  |
| 2    | ES Hammam-Sousse                               |
| 3    | ES Zarzis                                      |

## Temporada regular

### Grupo A

#### Clasificación
| Pos. | Equipo             | Pts. | PJ | G | E | P | GF | GC | Dif. | Clasificación o descenso |
| ---- | ------------------ | ---- | -- | - | - | - | -- | -- | ---- | ------------------------ |
| 1    | Espérance de Tunis | 27   | 14 | 8 | 3 | 3 | 20 | 7  | +13  | Grupo Campeonato         |
| 2    | CS Sfaxien         | 21   | 14 | 6 | 3 | 5 | 12 | 10 | +2   | Grupo Campeonato         |
| 3    | US Ben Guerdane    | 21   | 14 | 5 | 6 | 3 | 10 | 8  | +2   | Grupo Campeonato         |
| 4    | US Tataouine       | 21   | 14 | 6 | 3 | 5 | 13 | 15 | −2   | Play-offs de media tabla |
| 5    | CA Bizertin        | 19   | 14 | 6 | 1 | 7 | 13 | 15 | −2   | Play-offs de media tabla |
| 6    | ES Métlaoui        | 17   | 14 | 4 | 5 | 5 | 11 | 15 | −4   | Grupo Descenso           |
| 7    | ES Hammam-Sousse   | 16   | 14 | 3 | 7 | 4 | 11 | 11 | 0    | Grupo Descenso           |
| 8    | CS Hammam-Lif (D)  | 10   | 14 | 2 | 4 | 8 | 9  | 18 | −9   | Championnat LP2          |

 Fuente: Tunisian Football Federation
Notas:
1. 1 2 3  Puntos en partidos directos: CS Sfaxien 7, US Ben Guerdane 7, US Tataouine 2. Goles marcados: CS Sfaxien 12, US Ben Guerdane 10.

#### Resultados
| Local \ Visitante  | BIZ | LIF | SFA | MET | SOU | TUN | BEN | TAT |
| ------------------ | --- | --- | --- | --- | --- | --- | --- | --- |
| CA Bizertin        | —   | 2–0 | 2–0 | 1–0 | 0–0 | 1–2 | 1–2 | 0–1 |
| CS Hammam-Lif      | 0–1 | —   | 1–2 | 0–0 | 0–0 | 2–1 | 0–0 | 1–2 |
| CS Sfaxien         | 1–2 | 2–0 | —   | 2–0 | 1–1 | 1–0 | 0–1 | 1–0 |
| ES Métlaoui        | 2–1 | 2–2 | 2–1 | —   | 1–0 | 1–2 | 0–0 | 1–0 |
| ES Hammam-Sousse   | 1–0 | 2–1 | 0–0 | 1–1 | —   | 0–1 | 1–1 | 3–1 |
| Espérance de Tunis | 4–0 | 2–0 | 1–0 | 3–0 | 0–0 | —   | 0–0 | 3–0 |
| US Ben Guerdane    | 0–1 | 1–2 | 0–1 | 1–0 | 2–1 | 0–0 | —   | 0–0 |
| US Tataouine       | 2–1 | 1–0 | 0–0 | 1–1 | 2–1 | 2–1 | 1–2 | —   |

* Jornada pendiente

### Grupo B

#### Clasificación
| Pos. | Equipo            | Pts. | PJ | G | E | P | GF | GC | Dif. | Clasificación o descenso |
| ---- | ----------------- | ---- | -- | - | - | - | -- | -- | ---- | ------------------------ |
| 1    | Club Africain     | 25   | 14 | 7 | 4 | 3 | 11 | 6  | +5   | Grupo Campeonato         |
| 2    | US Monastir       | 23   | 14 | 6 | 5 | 3 | 8  | 5  | +3   | Grupo Campeonato         |
| 3    | Étoile du Sahel   | 22   | 14 | 5 | 7 | 2 | 14 | 8  | +6   | Grupo Campeonato         |
| 4    | AS Rejiche        | 20   | 14 | 5 | 5 | 4 | 10 | 10 | 0    | Play-offs de media tabla |
| 5    | AS Soliman        | 17   | 14 | 4 | 5 | 5 | 7  | 9  | −2   | Play-offs de media tabla |
| 6    | Olympique de Béjà | 16   | 14 | 4 | 4 | 6 | 9  | 10 | −1   | Grupo Descenso           |
| 7    | ES Zarzis         | 13   | 14 | 3 | 4 | 7 | 6  | 13 | −7   | Grupo Descenso           |
| 8    | CS Chebba (X)     | 13   | 14 | 3 | 4 | 7 | 6  | 10 | −4   | Championnat LP2          |

 Fuente: Tunisian Football Federation
Notas:
1. 1 2  Puntos en partidos directos: ES Zarzis 4, CS Chebba 1.

#### Resultados
| Local \ Visitante | REJ | SOL | AFR | CHE | SAH | ZAR | OLY | MON |
| ----------------- | --- | --- | --- | --- | --- | --- | --- | --- |
| AS Rejiche        | —   | 2–2 | 0–1 | 1–0 | 0–2 | 1–0 | 0–0 | 0–1 |
| AS Soliman        | 1–0 | —   | 1–0 | 1–0 | 0–0 | 2–1 | 0–1 | 0–0 |
| Club Africain     | 1–1 | 1–0 | —   | 1–0 | 1–1 | 1–0 | 1–0 | 2–0 |
| CS Chebba         | 0–1 | 0–0 | 1–1 | —   | 2–0 | 0–0 | 1–0 | 0–0 |
| Étoile du Sahel   | 1–1 | 2–0 | 1–0 | 1–0 | —   | 1–1 | 2–2 | 0–0 |
| ES Zarzis         | 0–0 | 0–0 | 0–1 | 2–1 | 0–3 | —   | 0–2 | 0–1 |
| Olympique de Béjà | 1–2 | 1–0 | 1–0 | 0–1 | 0–0 | 0–1 | —   | 0–0 |
| US Monastir       | 0–1 | 1–0 | 0–0 | 2–0 | 1–0 | 0–1 | 2–1 | —   |

## Grupo Campeonato

### Clasificación
| Pos. | Equipo                 | Pts. | PJ | G | E | P | GF | GC | Dif. | Clasificación                |
| ---- | ---------------------- | ---- | -- | - | - | - | -- | -- | ---- | ---------------------------- |
| 1    | Espérance de Tunis (C) | 24   | 10 | 6 | 3 | 1 | 16 | 8  | +8   | Liga de Campeones de la CAF  |
| 2    | US Monastir            | 22   | 10 | 6 | 2 | 2 | 16 | 9  | +7   | Liga de Campeones de la CAF  |
| 3    | CS Sfaxien             | 16   | 10 | 3 | 5 | 2 | 10 | 7  | +3   | Copa Confederación de la CAF |
| 4    | Club Africain          | 15   | 10 | 3 | 3 | 4 | 6  | 10 | −4   | Copa Confederación de la CAF |
| 5    | Étoile du Sahel        | 13   | 10 | 3 | 3 | 4 | 13 | 11 | +2   |                              |
| 6    | US Ben Guerdane        | 3    | 10 | 0 | 2 | 8 | 3  | 19 | −16  |                              |

 Fuente: Tunisian Football Federation
Notas:
1. ↑  Espérance de Tunis se le agregó tres puntos de bonificación (1.° Grupo A)
2. ↑  US Monastir se le agregó dos puntos de bonificación (2.° Grupo B).
3. ↑  Sfaxien se le agregó dos puntos de bonificación (2.° Grupo A)
4. ↑  Club African se le agregó tres puntos de bonificación (1.° Grupo B).
5. ↑  Étoile du Sahel se le agregó un punto de bonificación (3.° Grupo B).
6. ↑  Ben Guerdane se le agregó un punto de bonificación (3.° Grupo A)

### Resultados
| Local \ Visitante  | AFR | TUN | BEN | MON | SAH | SFA |
| ------------------ | --- | --- | --- | --- | --- | --- |
| Club Africain      | —   | 0–0 | 2–1 | 2–1 | 0–1 | 0–0 |
| Espérance de Tunis | 3–1 | —   | 2–1 | 1–0 | 1–0 | 2–1 |
| US Ben Guerdane    | 0–1 | 0–3 | —   | 0–2 | 1–5 | 0–1 |
| US Monastir        | 1–0 | 3–2 | 0–0 | —   | 2–0 | 1–0 |
| Étoile du Sahel    | 0–0 | 1–1 | 3–0 | 2–4 | —   | 1–1 |
| CS Sfaxien         | 3–0 | 1–1 | 0–0 | 2–2 | 1–0 | —   |

## Grupo Descenso

### Clasificación
| Pos. | Equipo            | Pts. | PJ | G | E | P | GF | GC | Dif. | Descenso        |
| ---- | ----------------- | ---- | -- | - | - | - | -- | -- | ---- | --------------- |
| 1    | ES Hammam-Sousse  | 9    | 6  | 2 | 3 | 1 | 6  | 5  | +1   |                 |
| 2    | Olympique de Béjà | 9    | 6  | 2 | 2 | 2 | 5  | 2  | +3   |                 |
| 3    | ES Métlaoui       | 9    | 6  | 2 | 2 | 2 | 5  | 6  | −1   |                 |
| 4    | ES Zarzis (D)     | 6    | 6  | 1 | 3 | 2 | 4  | 7  | −3   | Championnat LP2 |

 Fuente: Tunisian Football Federation
Notas:
1. 1 2 3  Puntos en partidos directos: Hammam-Sousse 7, Olympique de Béjà 5, Métlaoui 4.
2. ↑  Olympique de Béjà se le agregó un punto de bonificación (6.° Grupo B).
3. ↑  Métlaoui se le agregó un punto de bonificación (6.° Grupo A).

### Resultados
| Local \ Visitante | OLY | ZAR | MET | SOU |
| ----------------- | --- | --- | --- | --- |
| Olympique de Béjà | —   | 3–0 | 2–0 | 0–0 |
| ES Zarzis         | 1–0 | —   | 1–1 | 1–1 |
| ES Métlaoui       | 0–0 | 1–0 | —   | 2–1 |
| ES Hammam-Sousse  | 1–0 | 1–1 | 2–1 | —   |

## Play-offs de media tabla

### Séptimo puesto
| 15 de mayo de 2022 | US Tataouine                                                                 | 5 – 3   | AS Rejiche                         | Estadio Municipal, Soliman  |                             |
| 15:00 (UTC+1)      | - Khemissi 3', 7' (pen.) - Khalfa 21' (pen.) - Ben Hassine 45' - Rahmani 57' | Reporte | - Sammari 32', 39' - Ben Salem 80' | Árbitro(s): Achref Haraketi | Árbitro(s): Achref Haraketi |

### Noveno puesto
| 15 de mayo de 2022 | CA Bizertin                | 2 – 1   | AS Soliman | Estadio El Menzah, Túnez      |                               |
| 15:00 (UTC+1)      | - Bangoura 40' - Dridi 87' | Reporte | Bilel 6'   | Árbitro(s): Houssem Boularess | Árbitro(s): Houssem Boularess |

## Máximos goleadores
| Pos. | Futbolista               | Club    | Goles |
| ---- | ------------------------ | ------- | ----- |
| 1    | Mohamed Ali Ben Hammouda | ASS/EST | 10    |
| 2    | Aymen Harzi              | CSS     | 6     |
| 2    | Hazem Mastouri           | ESM     | 6     |
| 2    | Walid Karoui             | CSS     | 6     |
| 5    | Lassaad Jaziri           | USBG    | 5     |
| 5    | Yassine Amri             | ESS     | 5     |
| 5    | Youssef Ben Souda        | ESHS    | 5     |
| 5    | Youssef Abdelli          | USM     | 5     |
| 9    | Zied Ben Salem           | CSHL    | 4     |
| 9    | Yassine Chamakhi         | CA      | 4     |
| 9    | Houssem Louati           | UST     | 4     |
| 9    | Alkhaly Bangoura         | CAB     | 4     |
| 9    | Moumen Rahmani           | UST     | 4     |
| 9    | Mohamed Ali Ben Romdhane | EST     | 4     |
| 9    | Zied Aloui               | USM     | 4     |
| 9    | Fakhreddine Ouji         | USBG    | 4     |
| 17   | Boling Dembélé           | CAB     | 3     |
| 17   | Amine Khaloufi           | ESHS    | 3     |
| 17   | Vinny Kombe Bongonga     | ESS     | 3     |
| 17   | Omar Sammari             | ASR     | 3     |
| 17   | Oussama Bouguerra        | OB      | 3     |
| 17   | Farouk Mimouni           | EST     | 3     |
| 17   | Iheb Msakni              | ESS     | 3     |
| 17   | Nader Ghandri            | CA      | 3     |
| 17   | Mohamed Amine Tougai     | EST     | 3     |
| 17   | Fousseny Coulibaly       | EST     | 3     |
| 17   | Hamdou Elhouni           | EST     | 3     |
| 17   | Youssouf Oumarou         | USM     | 3     |
| 17   | Roger Aholou             | USM     | 3     |